# 齐寿镇
齐寿镇，是中华人民共和国甘肃省天水市秦州区下辖的一个乡镇级行政单位。
2015年10月9日，甘肃省民政厅批复同意撤销齐寿乡，设立齐寿镇。

## 行政区划
齐寿镇下辖以下地区：
廖集村、杨家山村、松李村、鲁沟村、九源村、彭马村、柳沟村、曹集村、张赵村、坚山村、稍子坡村、火焰村、黑沟村、后寺村、肖崖村和铁佛村。